# Karen Dalton
Karen Dalton (* 19. Juli 1937 in Enid (Oklahoma), USA als Karen Cariker; † 19. März 1993 im Staat New York, USA) war eine US-amerikanische Folksängerin, Gitarre- und Banjospielerin, die im Zusammenhang mit der Greenwich-Village-Folk-Szene der 1960er Jahre, vor allem wegen ihrer Zusammenarbeit mit Fred Neil, Tim Hardin, Bob Dylan und den Holy Modal Rounders bekannt geworden ist. Ihre bluesige, Weltschmerz ausdrückende Stimme wird oft mit der der Jazz-Ikone Billie Holiday verglichen. Sie kämpfte ein Leben lang mit Drogen- und Alkoholabhängigkeit.

## Leben
Karen Cariker entstammte einfachen Verhältnissen. Ihr Vater war Ire, ihre Mutter Cherokee. Sehr jung, um 1953/54, brachte sie ihr erstes Kind zur Welt, einen Sohn namens Lee, der von seiner Großmutter aufgezogen wurde. Zwei Jahre später war Karen mit einem ihrer Collegelehrer verheiratet, hatte mit ihm eine Tochter und hieß jetzt Dalton. Die Ehe hielt nicht lange. 
Um 1960 tauchte Karen Dalton mit ihrer Tochter Abra erstmals im New Yorker Künstlerviertel Greenwich Village auf, wo sie sich ihren Lebensunterhalt mit Auftritten in den zahlreichen Bars und Musikkneipen verdiente. Hier lernte sie den Folksänger Richard Tucker kennen, mit dem sie von 1960 bis 1965 verheiratet war. Nachdem auch diese Ehe auseinandergegangen und Dalton danach einige Jahre durch die USA und Mexiko getingelt war, kehrte sie Ende der 1960er nach New York zurück und konnte dort 1969 ihr erstes Album It's So Hard To Tell Who's Going To Love You The Best aufnehmen. 
Nachdem 1971 Daltons zweites Album In My Own Time erschienen war, traten die Auswirkungen ihrer Abhängigkeit von Heroin, Speed und Alkohol immer deutlicher zutage. Ihre Auftritte wurden weniger und unregelmäßiger, ein geplantes weiteres Album wurde nie realisiert. Die letzten Jahre ihres Lebens lebte sie in einem Wohnwagen bei Hurley, in der Nähe von Woodstock (im Staat New York), in dem sie im März 1993 im Zusammenhang mit einer AIDS-Infektion starb.

## Rezeption und Wirkung
Daltons Alben wurden zwar von der Kritik durchweg positiv aufgenommen, verkauften sich aber so gut wie nicht. Eine Ursache hierfür war vermutlich, dass Dalton nicht in das Ende der 1960er angesagte Schema des Singer-Songwriters passte. Sie war in erster Linie Interpretin, Musik und Texte schrieb sie nicht selbst. Ungeachtet des kommerziellen Misserfolgs war und ist Dalton in Musikerkreisen hoch geschätzt. Etliche bekannte Kollegen bezeichnen Dalton als eine ihrer Lieblingsmusikerinnen oder gestehen ihrem Werk einen mehr oder weniger großen Einfluss auf die eigene musikalische Entwicklung zu. 
Wohl bekanntester Bewunderer Daltons ist Bob Dylan, der zu seiner Zeit in Greenwich-Village einige Male mit Dalton aufgetreten war. In seinem autobiographischen Werk Chronicles erinnert er sich an Dalton als „my favourite singer in the place“ und schreibt weiter: „Karen had a voice like Billie Holiday's and played the guitar like Jimmy Reed.“ Ob sich der Song Katie's Been Gone von Dylans langjähriger Begleitband The Band tatsächlich auf Dalton bezieht (K.D. = Katie) ist allerdings ungeklärt.
Nick Cave bezeichnet Dalton als seine absolute Lieblingsbluessängerin und ihre Version von Something On Your Mind als die außergewöhnlichste Gesangsdarbietung, die er je gehört hat („the most extraordinary vocal I've ever heard“). Insbesondere schätzt er ihre Begabung als Interpretin, die Fähigkeit, sich fremde Lieder zu eigen zu machen. Caves Song When I First Came To Town (vom Album Henry's Dream) ist von Daltons Interpretation des Traditionals Katie Cruel inspiriert.
Die Stimme des Psychedelic-Folk-Sängers Devendra Banhart ist mit der von Karen Dalton verglichen worden. Er selbst bezeichnet Karen Dalton als eine seiner Inspirationen: „She is one of the most amazing musicians in the universe.“
Die Countrysängerin Lacy J. Dalton gibt an, ihren Künstlernamen „Dalton“ wegen ihrer Bewunderung für Karen Dalton gewählt zu haben.

## Diskografie
- It's So Hard to Tell Who's Going to Love You the Best (1969)
- In My Own Time (1971)
- Cotton Eyed Joe (The Loop Tapes, Live In Boulder 1962) (2007)
- Green Rocky Road (The Loop Tapes, Pine Street Recordings) (2008)
- 1966 (Unreleased 1966 Recordings) (2012)
- Recording is the Trip – The Karen Dalton Archives (Live In Boulder 1962, Pine Street Recordings, Outtakes) (2020)
- Shuckin' Sugar (Live In Boulder 1963, Congress Of Racial Equality Benefit concert) (2022)

It's So Hard to Tell Who's Going to Love You the Best erschien 1997 bei Koch Records auf CD. 2006 erfolgte eine Neuausgabe durch Megaphone unter Hinzufügung einer DVD mit Archiv-Filmmaterial. 
Ebenfalls 2006 wurde In My Own Time von Light In The Attic Records als CD und Vinyl-Reissue herausgegeben.